# Adobe Director
Adobe Director (ранее Macromedia Director) — программное обеспечение, предназначенное для создания интерактивных игр, мультимедийных приложений, обучающих электронных курсов, демонстрационных материалов и т.д. для веб, Mac и Windows платформ, а также для записи на DVD и CD. Для создания игр Adobe Director предлагает поддержку NVIDIA PhysX, с помощью которой можно симулировать реальное взаимодействие тел друг на друга, а также симуляцию гравитации и других сил.
Director создавал файлы DCR, которые воспроизводились с помощью Adobe Shockwave Player, в дополнение к компиляции собственных исполняемых файлов. Добавление языка сценариев Lingo в программу, первоначально разработанную для создания анимационных последовательностей, сделало её популярным выбором для создания CD-дисков, автономных киосков и контента для видеоигр в Интернете в 1990-х годах.
27 января 2017 г. Adobe объявила о прекращении поддержки Director. Продажи программы прекратились 1 февраля 2017 г, текущие обновления и поддержка закончились 14 марта 2017 г.

## История версий
| Компания   | Версия | Название                | Год выпуска | Изменения                            |
| ---------- | ------ | ----------------------- | ----------- | ------------------------------------ |
| MacroMind  | 0      | VideoWorks              | 1985        | Первая версия                        |
| MacroMind  | 1.0    | Director                | 1987        | Переименование VideoWorks в Director |
| MacroMind  | 2.0    | Director 2              | 1988        |                                      |
| MacroMind  | 2.2    | Director 2.2            | 1989        |                                      |
| MacroMind  | 3.0    | Director 3              | 1989        |                                      |
| Macromedia | 4.0    | Director 4              | 1994        | Поддержка Windows и Mac OS           |
| Macromedia | 5.0    | Director 5              | 1996        | MOA и Xtras                          |
| Macromedia | 6.0    | Director 6              | 1997        |                                      |
| Macromedia | 6.5    | Director 6.5            | 1998        |                                      |
| Macromedia | 7.0    | Director 7              | 1998        |                                      |
| Macromedia | 8.0    | Director 8              | 2000        |                                      |
| Macromedia | 8.5    | Director 8.5            | 2001        |                                      |
| Macromedia | 9.0    | Director MX (9.0)       | 2002        |                                      |
| Macromedia | 10.0   | Director MX 2004 (10.0) | 2004        |                                      |
| Adobe      | 11.0   | Director 11             | 2008        |                                      |
| Adobe      | 11.5   | Director 11.5           | 2009        |                                      |
| Adobe      | 12.0   | Director 12             | 2013        |                                      |